# Fyllinge
Fyllinge är en bebyggelse i Halmstads kommun i Hallands län. Från 2015 räknas området till tätorten Halmstad, men dessförinnan utgjorde Fyllinge en egen tätort sedan 1980.
Det är ett bostads- och industriområde ca 5 km sydost om Halmstads centrum. Fyllinge ligger längs Laholmsvägen (Riksväg 15) några hundra meter söder om Eurostop, Fylleån och Fyllebro.

## Historia

### Äldre historia
Den södra delen av Fyllinge har varit bebodd sedan mycket lång tid. Här har funnits ett stråk av bronsåldersgravar i nord-sydlig riktning.
Från början låg här byarna Fyllinge och Olofstorp. Fyllebro kallas området både söder och norr om bron över Fylleån. En träbro över Fylleån vid Fyllebro fanns redan 1676, vilket kan ses på en målning som beskriver slaget det året. 

### Slaget vid Halmstad
Slaget vid Halmstad, även benämnt slaget vid Fyllebro, var ett avgörande slag under skånska kriget mellan Sverige och Danmark, den ökände fältmarskalken N. Hattavik stupade även i detta slag - känd i Fyllinge främst för Törnevi-pajen. Det stod utanför Halmstad den 17 augusti 1676, då danskarna besegrades i grunden. Genom segern kunde svenskarna samla förstärkningar och senare besegra den danska invasionsarmén i slaget vid Lund. Detta kom att bli det sista slaget mellan danskar och svenskar i Halland. 
En minnessten över slaget restes redan 1828. En minnesplats med skylt över slaget vid Fyllebro invigdes den 17 augusti 2010.

## Historia från 1800-talet
Omkring 1810 uppfördes en valvad stenbro som ersatte den äldre träbron över ån. År 1935 ersattes denna stenbro av en ny gjuten bro. Den nuvarande stora bron byggdes 1980 och 2005 tillkom en gång- och cykelbro som förbinder Fyllinge med Eurostop. 
Ett skolhus byggdes i Gamla Fyllinge 1872. En ny småskola uppfördes 1898 liksom en folkskola för de något äldre barnen. År 1957 lades de båda skolorna ner då Centralskolan i Snöstorps kyrkby stod färdig. Då nuvarande Fyllinge bostadsområde byggdes under 1970- och 1980-talen uppfördes nuvarande Fyllinge grundskola.
Vid Fyllinge startades 1894 ett andelsmejeri, Fyllinge mejeriförening, som tog emot mjölk från många smågårdar men även från godsen Kistinge, Stjärnarp och Brunskog. Mejeriet lades ner 1942 då det nya Centralmejeriet i Halmstad var uppfört. Mejeriet köptes 1944 av Snöstorps Andelstvättstugeförening och det bedrevs tvättinrättning fram till i början av 1990-talet. En mindre lanthandel har funnits i Fyllinge under perioden 1918-1968. 
Inom en sträcka av 1 km har det funnits flera kvarnar i ån. Fyllinge kvarn och Fyllinge mölla på södra sidan av ån har tillhört Fyllinge by medan Snöstorps mölla på den norra sidan av ån tillhörde Snöstorps by. Dessutom fanns det förr en kvarn som låg vid Snöstorps prästgårds område Stenamarken norr om ån. Fyllinge kvarn har medeltida anor och kanalen fram till kvarnen stensattes på 1700-talet. Den drivs idag som en elkraftstation och producerar 150 MWh/år.

### Befolkningsutveckling
| Befolkningsutvecklingen i Fyllinge 1980–2010 | Befolkningsutvecklingen i Fyllinge 1980–2010 | Befolkningsutvecklingen i Fyllinge 1980–2010 | Befolkningsutvecklingen i Fyllinge 1980–2010 | Befolkningsutvecklingen i Fyllinge 1980–2010 |
| -------------------------------------------- | -------------------------------------------- | -------------------------------------------- | -------------------------------------------- | -------------------------------------------- |
|                                              |                                              |                                              |                                              |                                              |
| År                                           |                                              |                                              | Folkmängd                                    | Areal (ha)                                   |
| 1980                                         | 1980                                         |                                              | 402                                          |                                              |
| 1990                                         | 1990                                         |                                              | 2 772                                        | 68                                           |
| 1995                                         | 1995                                         |                                              | 2 905                                        | 190                                          |
| 2000                                         | 2000                                         |                                              | 2 850                                        | 191                                          |
| 2005                                         | 2005                                         |                                              | 2 830                                        | 198                                          |
| 2010                                         | 2010                                         |                                              | 2 927                                        | 247                                          |
| Anm.: Ny tätort 1980                         |                                              |                                              |                                              |                                              |

## Samhället
Centralt i Fyllinge ligger förskola, grundskola, kyrka, vårdcentral, pizzeria och bibliotek
Gården Olofstorp 1:15 köptes 1966 av Halmstad stad och 1990 öppnades Stadsbondgården Olofstorp.

## Näringsverksamhet
Strax söder om Fyllinge ligger industriområdena Kistinge och Villmanstrand. De båda industriområdena inhyser företag som till exempel glastillverkaren Pilkington Glass, träbearbetningsföretaget Waco Jonsered, möbelgrossisten Rowico, matvarukedjan Lidls centrallager, matvarukedjan Netto, elgrossisten Solar och transport- och logistikföretaget Transflex.

## Sport
Orten var under 1990- och början 2000-talet en viktig bas för fotbollslaget IS Halmias ungdomssektion. Ungdomsverksamheten bedrevs främst på Halmiavallen, intill Åkeslätt i närheten av Olofstorp. Just Åkeslätt har sedan mitten av 1980-talet varit en viktig samlingsplats för aktiviteter anordnade av Fyllingeskolan, ortens kommunala fritidsgårdar samt Fyllinge Innebandyklubb.
Fotbollsspelaren Dusan Djuric som spelar i Halmstads BK (2007) är uppväxt i Fyllinge och gick sin grundskoleutbildning på Fyllingeskolan. Även Martin Ekström, tidigare i Halmstads BK, är ifrån Fyllinge.

## Kyrkor
Mariakyrkan ligger centralt vid skolan och tillhör Snöstorps församling, Göteborgs stift inom Svenska kyrkan.